# Гармік Сінґг
Гармік Сінґг (10 червня 1947) — індійський хокеїст на траві.
Бронзовий призер Олімпійських Ігор 1968, 1972 років.
Переможець Азійських ігор 1966 року, срібний призер 1970, 1974 років.
Срібний призер Чемпіонату світу 1973 року, бронзовий призер 1971 року.